# Karl Vollbrecht (Fußballspieler)
Karl Vollbrecht (Lebensdaten unbekannt) war ein deutscher Fußballspieler.

## Karriere

### Vereine
Vollbrecht gehörte als Abwehrspieler Schwarz-Weiß Essen an, für die Mannschaft er von 1921 bis 1925 in den vom Westdeutschen Spiel-Verband ausgerichteten Meisterschaften im Ruhrgau Punktspiele bestritt. Als Meister aus dem Ruhrgau hervorgegangen, spielte seine Mannschaft somit in der Endrunde um die Westdeutsche Meisterschaft, die als Viertplatzierter von sechs Mannschaften abgeschlossen wurde. In der Folgesaison gewann seine Mannschaft die Ruhrgaumeisterschaft erneut und nahm somit erneut an der Endrunde um die Westdeutsche Meisterschaft teil, unterlag jedoch bereits im Viertelfinale mit 3:4 gegen die TuRU Düsseldorf. In der Folgesaison konnte der Erfolg erneut wiederholt werden; in der Endrunde um die Westdeutsche Meisterschaft belegte seine Mannschaft den fünften Platz von sieben teilnehmenden Gaumeistern. Auch 1924/25 gewann sein Verein die Meisterschaft im Ruhrgau und wurde Zweiter der Westdeutschen Meisterschaft. Mit diesem Erfolg war seine Mannschaft für die Endrunde um die Deutsche Meisterschaft qualifiziert. Seine einzigen beiden Endrundenspiele bestritt er am 3. und 17. Mai 1925 beim 2:1-Sieg über den FC Viktoria Forst und der 1:3-Niederlage gegen den FSV Frankfurt im Achtel- und Viertelfinale.

### Auswahlmannschaft
Als Spieler der Auswahlmannschaft des Westdeutschen Spiel-Verbandes kam er im Wettbewerb um den Kampfspielpokal am 23. Juni 1922 im Deutschen Stadion in Berlin zum Einsatz. Das vor 13.500 Zuschauern ausgetragene Finale gegen die Auswahlmannschaft des Süddeutschen Fußball-Verbandes wurde mit 1:4 verloren.

## Erfolge
- Zweiter der Westdeutschen Meisterschaft 1925
- Meister Ruhrgau 1922, 1923, 1924, 1925
- Kampfspielpokal-Finalist 1922